# Kees Olthuis

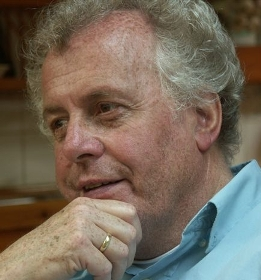
Kees Olthuis

Cornelis (Kees) Olthuis (Amsterdam, 28 november 1940 – Amsterdam, 16 oktober 2019) was een Nederlands componist en musicus. 

## Biografie
Olthuis studeerde piano en fagot aan het Amsterdams Conservatorium. Hij was tot 2005 als fagottist verbonden aan het Koninklijk Concertgebouworkest en als docent ensemblespel aan het Sweelinck Conservatorium te Amsterdam. Ruim 20 jaar maakte hij deel uit van het Nederlands Blazers Ensemble en het Amsterdams Nonet.
Kees Olthuis overleed in 2019 op 78-jarige leeftijd.

## Composities
Olthuis heeft een grote verscheidenheid van werken op zijn naam staan. Naast werken voor verschillende kamermuziekensembles schreef hij meerdere stukken voor theater zoals:
- de kameropera De Gans (1982), naar een libretto van Jean Paul Franssens (in 1983 uitgevoerd door de Nederlandse Opera Stichting onder leiding van Lucas Vis en door de Vlaamse Kamer Opera te Antwerpen)
- Het hemelse fagotje in samenwerking met Annie M.G. Schmidt
- Het ei, een muzikaal sprookje (1992) (uitgevoerd door het Haags Blazers Ensemble)
- de jeugdopera De naam van de maan, naar een libretto van A.M.G. Schmidt en Flip van Duyn (opdracht van het Muziektheater in Amsterdam)
- het muziekspektakel Europera (1993) een boos sprookje over de eenwording van Europa, op een Libretto van Flip van Duyn (ter gelegenheid van de 10e Leidse Uitdag uitgevoerd in de Pieterskerk in Leiden door circa 600 amateurs uit Leiden en omstreken)
- de opera François Guyon, naar een libretto van Ruud van Megen (ter gelegenheid van Delft 750 jaar Stad)
- het symfonisch gedicht Theseusfantasie (1984), gecomponeerd op verzoek van Bernard Haitink. Dit werk werd verschillende malen door het Concertgebouworkest onder leiding van Bernard Haitink uitgevoerd
- Jour de fête, in opdracht van Radio Nederland Wereldomroep ter gelegenheid van het 40-jarig jubileum
- Voor het Nederlands Jeugd Strijkorkest en Roland Kieft schreef hij Serenade
- Het manuscript van het Willem Russell Strijkkwartet werd in 1993 geveild bij het veilinghuis Christie's ten bate van het Nationaal Muziekinstrumenten Fonds
- Capriccio (1997) voor fagot en strijkkwintet, gecomponeerd in opdracht van de Vrienden van het Koninklijk Concertgebouworkest (uitgevoerd door zijn collega Gustavo Núñez). Capriccio werd door het Residentie Orkest met Jaap van Zweden gespeeld tijdens een tournee door Japan.
- drie werken in opdracht van het Orkest van het Oosten bestemd voor het Festival van de Verbeelding in 2000: 
  - Procession voor harmonieorkest
  - Masquerade
  - Figurations voor orkest
- Misericordia, voor harmonieorkest, (2002)
- Jizô, een stuk voor orkest
- Voyage à l'horizon.....Seul....., een pianotrio
- Recordare voor strijkorkest
- Toccata voor fagot en piano
- Persephone voor fanfareorkest
- Guyrlande en DeliKata voor altviool en fagot
- Scherzo voor het Koninklijk Concertgebouworkest
- Un Gage d'amour voor viool en violoncello

## Prijzen
In de door het Nederlands Blazers Ensemble uitgeschreven toegiftenprijsvraag 1972 won hij de tweede prijs.

## Compact discs
- Theseusfantasie - Composers' Voice CVCD 8
- Europera - Euroforie nr 1. (in eigen beheer bij de  Pieterskerk te Leiden)
- De Naam van de Maan - Composers' Voice CVCD 11/12
- François Guyon - Erasmus WVH 189
- Persophone - NM Extra 98002
- Jour de Fête (Koninklijk Concertgebouworkest) - Opus 87 RNW
- Misericordia (voor Harmonieorkest) - Q-Discs Q 97062
- Theseusfantasie (Cocertgebouworkest) - Composers' Voice CVCD 7
- Capriccio voor Fagot (Dorian Cooke) en strijkkwintet - Storm Records 2005-2
- Capriccio voor Fagot (Bram van Sambeek) en strijkkwintet - Brilliant Classics 9149
- Capricho for bassoon (Gustavo Núñez) and strings (1997) - Channel Classics CCS SA 33813

## Bron
- Tekst is (gedeeltelijk) overgenomen van Donemus

- Bibliothèque nationale de France: cb14831961n (data)
- Gemeinsame Normdatei: 1012330117
- International Standard Name Identifier: 0000 0001 1947 1900
- Library of Congress Control Number: n78078892
- MusicBrainz: a016be97-1ae2-494d-837b-342b570f89a7
- Nederlandse Thesaurus van Auteursnamen: 074050192
- Virtual International Authority File: 9637149068389965730004